# 荣誉勋章：前线
《荣誉勋章：前线》是电子艺界公司《荣誉勋章系列》的第四部作品，2002年5月发布于PlayStation 2、任天堂GameCube和Xbox等第六世代游戏机平台。

## 剧情
游戏中玩家扮演美国战略情报局（OSS）特派员吉米·帕特森中尉，此人也是第一代荣誉勋章（PS版本）的主角。
本作分为六个章节，每个章节又分四到五个关卡。头三个章节情节独立，帕特森分别经历了诺曼底登陆，被派前往挪威破坏纳粹潜艇基地，并协助荷兰抵抗组织反抗纳粹。后三个章节，也是本作的高潮，构成一个完整的故事：盟军得到情报纳粹开发了一种全新神秘隐形战机HO-IX，并判断该机的装备将对盟军制空权构成极大威胁。帕特森从荷兰阿纳姆混上军列偷渡进入纳粹德国腹地，成功进入HO-IX的位于德国Gotha的厂址，对设计资料进行偷拍后，指引空军轰炸破坏了该生产设施，同时击毙负责该项目的党卫军军官von Sturmheist并盗走HO-IX原型机逃离。

## 游戏音乐
| 評論得分          | 評論得分 |
| 來源              | 評分     |
| ----------------- | -------- |
| Game Music Online | 10/10    |

《荣誉勋章：前线原声带》是本游戏的原声带，配乐由著名配乐家迈克·吉亚奇诺在2001年春制作。原声带在位于西雅图郊区的巴斯帝尔教堂由西北管弦乐团演奏。原声带因超过70分钟的播放内容位于系列游戏中最宏大的记录。
与荣誉勋章和荣誉勋章：地下战场CD原声带不同，本作原声带在EA游戏在线商城发行而不是亚马逊。数字版在2005年发行。

### Track listing
| 曲序     | 曲目                                          | 时长  |
| -------- | --------------------------------------------- | ----- |
| 1.       | Operation Market Garden                       | 5:32  |
| 2.       | Border Town                                   | 3:36  |
| 3.       | U-4902                                        | 4:44  |
| 4.       | Shipyards Of Lorient                          | 3:12  |
| 5.       | After The Drop（安德斯·马歇尔独唱）           | 5:37  |
| 6.       | Klevburg                                      | 3:32  |
| 7.       | Manor House Rally                             | 3:48  |
| 8.       | The Halftrack Chase                           | 3:40  |
| 9.       | Nijmegen Bridge                               | 3:21  |
| 10.      | The Rowhouses                                 | 4:40  |
| 11.      | Arnhem（安德斯·马歇尔独唱）                   | 5:51  |
| 12.      | Emmerich Station                              | 3:02  |
| 13.      | Thuringer Wald Express                        | 2:51  |
| 14.      | Sturmgeist's Armored Train                    | 3:54  |
| 15.      | Approaching The Tarmac                        | 3:47  |
| 16.      | Clipping Their Wings                          | 3:27  |
| 17.      | Escaping Gotha                                | 7:17  |
| 18.      | The Songless Nightingale（安德斯·马歇尔独唱） | 2:45  |
| 19.      | Pub Songs                                     | 4:29  |
| 总时长： | 总时长：                                      | 79:05 |

## 评价
本作获得了普遍正面的评价，Gamespot给该做打了9分（满分10分），称其为当时PS2平台上最好的射击游戏之一：设计精良的关卡，引人入胜的剧情，气势磅礴的音乐使其堪称佳作。
不过对于该游戏也存在一些批评意见，主要集中于：过高的难度（难度可能是荣誉勋章全系列至今最高的）；线性过强，缺乏自由度，只能按照指定路线前进；评价/勋章颁发标准牵强而不明确；弹药和生命有时异常稀缺；该游戏还引入了敌人重生机制（Respawn）以增强挑战性，然而重生的位置有时莫名其妙，有可能重生于已被玩家扫荡过的‘安全’地区，给玩家带来意想不到的致命打击。最为雪上加霜的是，没有存档点机制且不能随时存档（意味着一旦阵亡，必须整节重来，即便已到达关卡的最后）。